# Chris Andrews

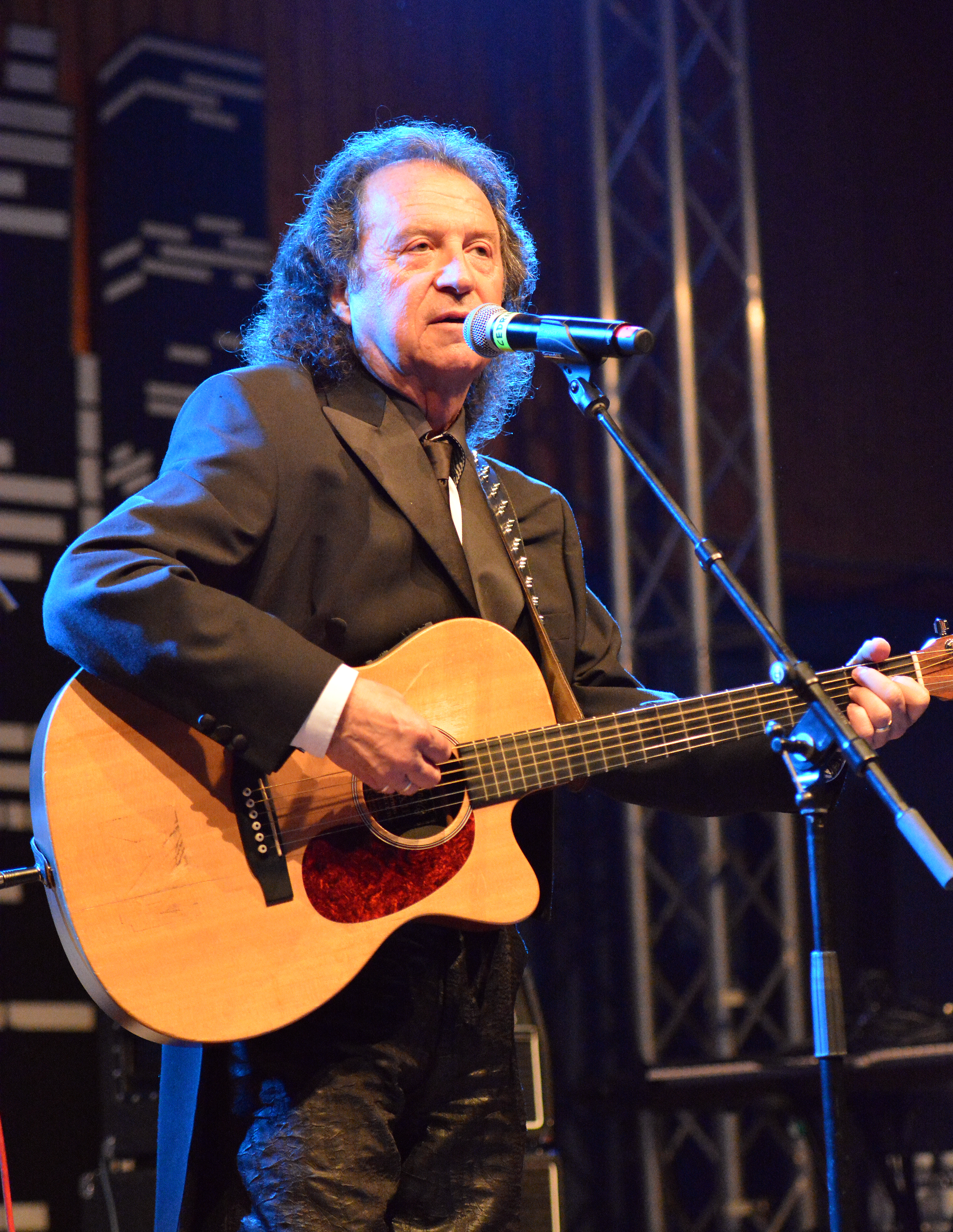
Chris Andrews 2014 bei Appen musiziert

Chris Andrews (* 15. Oktober 1942 in Romford, damals zu Essex gehörig, heute als Teil von London Borough of Havering Stadtteil von London; bürgerlich Christopher Frederick Andrews) ist ein britischer und deutscher Popsänger und Songwriter, der heute in Selm-Ternsche, nördlich von Dortmund, sowie auf Mallorca wohnt. Seine größten Erfolge sind die Titel Yesterday Man, To Whom It Concerns, Pretty Belinda und Carol OK.

## Leben und Wirken

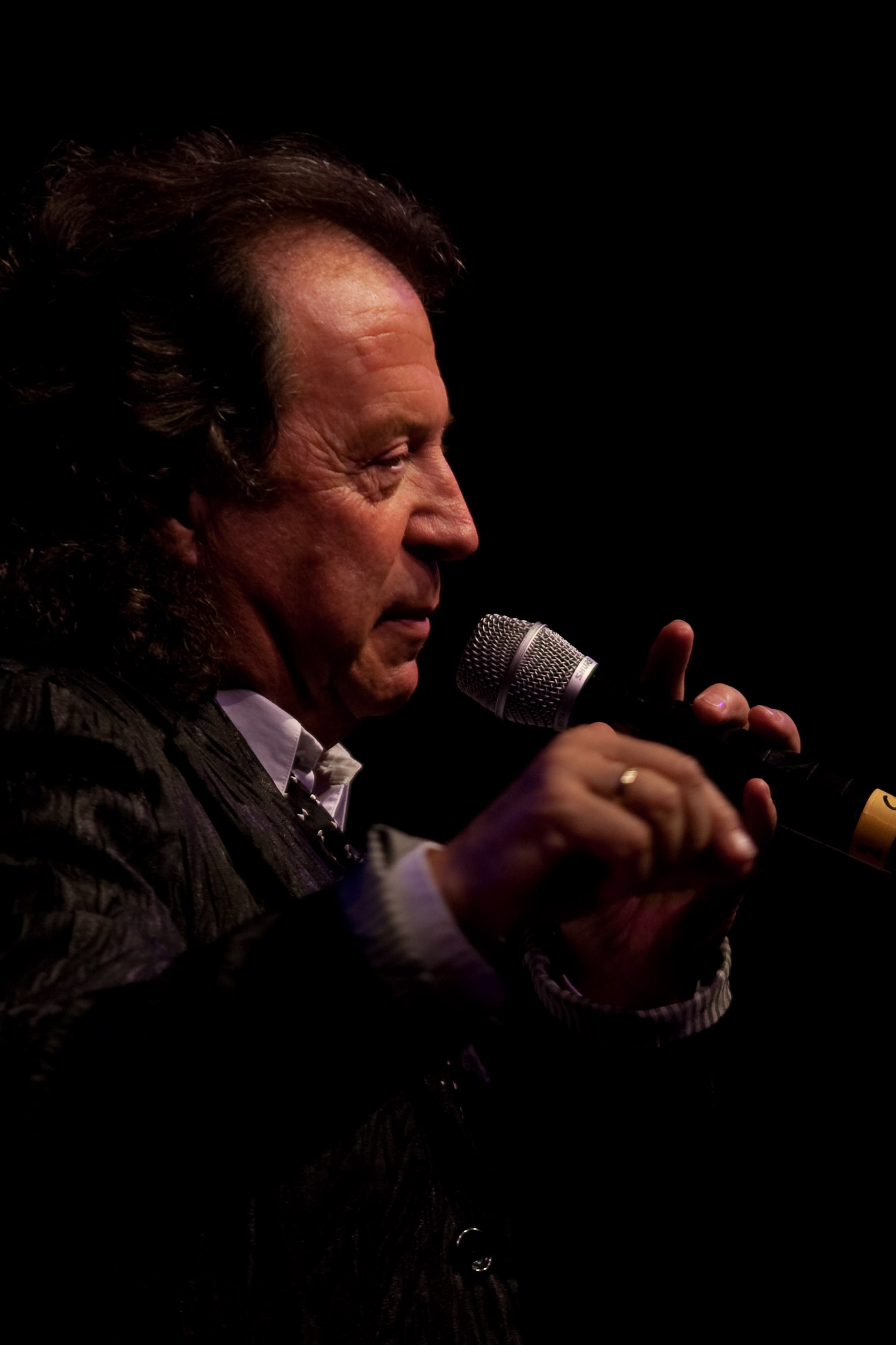
Chris Andrews auf der Radio F Oldienacht im April 2010 in der Nürnberger Meistersingerhalle

Andrews begann seine Gesangskarriere als 13-Jähriger in England. Anfang der 1960er-Jahre trat er im Hamburger Star-Club zur selben Zeit wie die Beatles auf. Zurück in England gründete er die Band Chris Ravel and the Ravers und nahm dort bei Decca Records seine erste Schallplatte auf. 
Seine ersten Hits schrieb er für Adam Faith und Sandie Shaw, für letztere schrieb er alleine 15 Hits. Als er für sie den Titel Yesterday Man schrieb, wollte sie diesen nicht aufnehmen und so produzierte und sang er das Lied selbst und hatte damit seinen ersten Nummer-eins-Hit. Der Titel avancierte zum Millionenseller und landete auch in anderen europäischen Ländern sowie in Südafrika und Australien auf den ersten Plätzen.
Weitere Hits von Andrews in den 1960er-Jahren waren To Whom It Concerns und Pretty Belinda; letzterer wurde in 9 Sprachen übersetzt. Auch von seinen Titeln Yesterday Man, Carol OK, Michigan River und Yo Yo sang er deutschsprachige Fassungen. Mit der deutschen Version des Titels Sugar Daddy war er 1973 im Film Blau blüht der Enzian zu sehen und zu hören. Die Titel Girl don't come und Yesterday man sind in dem 2009 erschienenen Film Radio Rock Revolution (Originaltitel: The Boat that rocked) zu hören.
Trotz seiner Erfolge als Sänger komponierte und textete Andrews auch weiterhin für nationale und internationale Künstler wie Agnetha Fältskog von Abba, Cher, The Mamas and the Papas, Suzi Quatro, Peter Orloff. Insgesamt schrieb er für sich und andere mehr als 700 Titel.
Am 28. Juli 2007 heiratete er die 33 Jahre jüngere Physiotherapeutin Alexandra Jostes in der Stiftskirche an Schloss Cappenberg. Seine langjährige deutsche Lebensgefährtin führt auch sein Management. Seit 2016 besitzt Andrews die deutsche Staatsbürgerschaft. Er tritt weiterhin mit und ohne Band bei zahlreichen Veranstaltungen, Konzerten, Oldie-Festivals und TV-Shows auf.

## Diskografie

### Singles (Auswahl)
- 1965: Yesterday Man
- 1966: To Whom It Concerns
- 1966: Something On My Mind
- 1966: Whatcha Gonna Do Now
- 1966: Stop That Girl
- 1966: That’s What She Said
- 1967: I’ll Walk To You
- 1967: Hold On
- 1968: Man With The Red Balloon
- 1969: Pretty Belinda
- 1969: Carol OK
- 1969: Mit unserem Glück ist alles okay
- 1969: Brown Eyes / Hello Honey Pie
- 1970: Braune Augen schau’n mich an
- 1970: Yo Yo
- 1971: Ein Mädchen mit Herz
- 1972: Michigan River
- 1972: Stop that girl
- 1973: Sugar Daddy
- 1974: Do You Wanna Love Me / Silver Lining
- 1974: Mein scheues Kind
- 1975: Die Gedanken sind bei dir
- 1986: Heart to heart
- 1986: Let go
- 1988: Love Me or Leave Me
- 1988: Girls of Brazil
- 1992: Get up and Party
- 1996: Exile
- 2008: Country Boy At Heart (Maxi-CD)
- 2009: Pretty Belinda – Schlauchboot (mit Tobee)
- 2010: Pretty Belinda – Skilift (mit Tobee)
- 2010: Africa 2010
- 2015: Wer die Augen schließt (wird nie die Wahrheit seh’n) 2015 (als Teil von Mut zur Menschlichkeit)

### Alben (Auswahl)
- 1966: Chris Andrews sings Chris Andrews (Vogue)
- 1985: Chris Andrews – Yesterday Man (Karussell)
- 1987: Best of Chris Andrews (Bellaphon)
- 1989: Chris Andrews – Heart to Heart (Bellaphon)
- 1990: Chris Andrews – Die Superhits (Delta)
- 1990: Chris Andrews – The Hit Collection 1965–1970 (Woodford Music)
- 1991: Yesterday Man – The Very Best of Chris Andrews (EMI Electrola)
- 1992: Chris Andrews – 20 Greatest Hits (Repertoire Records)
- 1993: The Songs of Chris Andrews – 25 Classic Hits from The Sixties (Glissando Records)
- 1995: Chris Andrews – Seine großen Erfolge (Sony Music)
- 1996: Chris Andrews – Swinging Sixties Hit Man (Doppel-CD, Repertoire Records)
- 1996: Chris Andrews – Exile (CMC Records)
- 2003: Chris Andrews – Meine schönsten Hits (Doppel-CD, Edel)
- 2003: Chris Andrews – Alles tu ich für dich (deutschsprachig, Delta)
- 2005: Chris Andrews – On Stage (Stag-Studios England)
- 2011: Chris Andrews – Fifty Fifty – 50 years on stage (Art of Pop Music)